# Echinotriton
Echinotriton is een geslacht van salamanders uit de familie echte salamanders (Salamandridae). De groep werd voor het eerst wetenschappelijk beschreven door Ronald Archie Nussbaum en Edmund Darrell Brodie III in 1982.
Er zijn drie soorten, inclusief de pas in 2014 beschreven soort Echinotriton maxiquadratus. Alle soorten komen voor in delen van Azië en leven in de landen China en Japan.

## Taxonomie
Geslacht Echinotriton
- Soort Echinotriton andersoni – Japanse krokodilsalamander
- Soort Echinotriton chinhaiensis
- Soort Echinotriton maxiquadratus